# Jon T. Sumida
Jon Tetsuro Sumida (* 7. Juli 1949 in Washington, D.C.) ist ein US-amerikanischer Neuzeithistoriker, spezialisiert auf Marinegeschichte und Militärstrategie. Er ist derzeit Professor an der University of Maryland.

## Leben
Sumida ist japanischer Abstammung. Er studierte von 1967 bis 1971 Europäische Geschichte am Stevenson College der University of California, Santa Cruz (Bachelor of Arts) und von 1972 bis 1974 Moderne Britische Geschichte an der University of Chicago (Master of Arts) in Chicago, Illinois. 1982 erwarb er einen Ph.D. in Modern British History an der University of Chicago. Zudem lehrte er teilzeit an der in Chicago ansässigen Roosevelt University (1980). Von 1980 bis 1982 war er Lecturer, von 1982 bis 1988 Assistant Professor und ab 1988 Associate Professor an der University of Maryland in College Park, Maryland. Er ist bis heute am Department of History tätig.
Er war Gastprofessor am Department of Military Strategy and Operations des National War College (2000) in Fort Lesley J. McNair, Washington, D.C., Programmleiter des Jahrestreffens der Society for Military History (2004), Mitglied (2000–2002) bzw. Leiter des Department of the Army Historical Advisory Committee (2003–2006) und Major General Matthew C. Horner Chair of Military Theory an der Marine Corps University (2004–2006) in Quantico, Virginia, wo er Gastdozent an der School of Advanced Warfighting (SAW) ist. 
Er gehörte dem Editorial Advisory Board des Journal of Military History an und ist Mitglied der Society for Military History, der International Naval Research Organization, des U.S. Naval Institute und der American Historical Association.
Sumida ist seit 1975 verheiratet und Vater von zwei Töchtern.

## Werk
Er ist Autor mehrerer militärstrategischer und marinehistorischer (UK) Bücher sowie von über 30 Artikeln und ca. 50 Rezensionen. Für das Standardwerk Encyclopedia of Military Science verfasste er die Einträge zu Carl von Clausewitz und Alfred Thayer Mahan. Einige seiner Werke wurden ausgezeichnet und für das U.S. Marine Corps Professional Reading Program ausgewählt.
2002 debattierte er im Journal of Military History mit Clifford J. Rogers über die Auslegung von Clausewitz.

## Auszeichnungen
Sumida wurde mehrfach ausgezeichnet. Er war als Post Doc Stipendiat des Woodrow Wilson International Center for Scholars, der John Simon Guggenheim Foundation und des Churchill College an der University of Cambridge.
- 1993: Moncado Prize der Society of Military History (für British Naval Operational Logistics, 1914–1918, Journal of Military History)
- 1995: Moncado Prize der Society of Military History (für Sir John Fisher and the Dreadnought. The Sources of Naval Mythology, Journal of Military History)
- 1996: Marinehistoriker des Jahres des U.S. Naval Institute (für Sir John Fisher’s Naval Revolution, Naval History Magazine)
- 2004: Moncado Prize der Society of Military History (für A Matter of Timing: The Royal Navy and the Tactics of Decisive Battle, 1912–1916, Journal of Military History)
- 2007: Department of the Army Outstanding Civilian Service Award
- 2020: Samuel Eliot Morison Prize

## Schriften (Auswahl)
- (Hrsg.): The Pollen Papers. The Privately Circulated Printed Works of Arthur Hungerford Pollen 1901–1916 (= Publications of the Navy Records Society. Vol. 124). G. Allen & Unwin, London 1984, ISBN 0-04-942182-4.
- In Defence of Naval Supremacy. Finance, Technology, and British Naval Policy 1889–1914. Unwin Hyman, Winchester, Massachusetts 1989. (Paperback 1993; Neuausgabe, Naval Institute Press, Annapolis, Maryland 2014, ISBN 978-1-59114-803-6)
- Inventing Grand Strategy and Teaching Command. The Classic Works of Alfred Thayer Mahan Reconsidered. The Woodrow Wilson Center Press, Baltimore, Washington, D.C. 1997, ISBN 0-8018-5800-3. (Paperback 1999)
- Decoding Clausewitz. A New Approach to On War (= Modern War Studies). University Press of Kansas, Lawrence, Kansas 2008, ISBN 978-0-7006-1616-9. (Paperback 2011)